# Electronic Labyrinth THX 1138 4EB
Electronic Labyrinth THX 1138:4EB är en George Lucas-film från 1967 som han gjorde i skolan. Kom senare att utvecklas till THX 1138 med Robert Duvall och Donald Pleasence.

## Handling
Handlingen påminner mycket om George Orwells 1984. Ingen har namn utan identifieras istället med fyra siffror och är konstant övervakade av kameror. Filmen handlar om en man, 1138, som försöker fly från systemet.

## Om filmen
Filmen är inspelad på University of Southern California, Los Angeles. 

## Rollista
- Dan Natchsheim - 1138
- Joy Carmichael - 7117
- David Munson - 2222
- Marvin Bennett - 0480
- Ralph Steel - 9021